# Anilocra atlantica
Anilocra atlantica är en kräftdjursart som beskrevs av Schioedte och Frederik Vilhelm August Meinert 1881. Anilocra atlantica ingår i släktet Anilocra och familjen Cymothoidae. Inga underarter finns listade i Catalogue of Life.